# Az igazság ligája: Határok nélkül
Az igazság ligája: Határok nélkül, más néven Az igazság ligája: Az új küldetés vagy az RTL Klub szinkronváltozatában Szuperhősök ligája (eredeti cím: Justice League Unlimited) amerikai televíziós 2D-s számítógépes animációs sorozat, amelyet a Warner Bros. Animation és a DC Comics készített. Amerikában az amerikai Cartoon Network, a Boomerang és a The CW vetítette, Magyarországon pedig a közép- és kelet-európai Cartoon Network és az RTL Klub sugározta.

## Ismertető
A főhősök, a szuperhősök csapattagjai. Már küszöbön áll a gonoszságnak több ereje, a káosz valamint a rombolás. A szuperhősök egyedül nem rendelkeznek olyan képességgel, hogy a sötétséget legyőzzék. Össze kell tartaniuk a csapat tagjainak és mindannyian egyetértenek abban, hogy mindenképp szükség van arra, hogy kitaláljanak valamit módszer, amivel a pusztításokat megfékezhessék. Sajátos sikereiket félretéve, az igazság ligája létrejön, hét szuperhős irányításával. A hét legfőbb szuperhős, avagy az alapító tagok akik már az eredeti sorozatban is szerepeltek, Superman, Marsbéli fejvadász, Wonder woman, Batman, Green lantern, Hawkgirl és Flash.

## Szereplők
- Superman – Az igazság ligájának a legfőbb vezetője. Szinte korlátlan fizikai erővel, emberfeletti sebességgel és röntgen látással rendelkezik. Bőre sebezhetetlen.
- Batman – Az igazság ligája egyik legmeghatározóbb tagja. Nem rendelkezik szuperképességekkel. Fegyverei: Batarang, Bat-mobil, Bat-repülő, egy darab kryptonit stb.
- Wonder Woman (Csodanő) – Az amazonok hercegnője aki Temiskira szigetéről származik. Emberfeletti erővel rendelkezik és karvédőjével bármilyen lövedéket vissza tud verni. Az igazság ligája egyik alapító tagja.
- Green Lantern (Zöld Lámpás) – A Zöld Lámpás Alakulat tagja akik a galaxis békéjének megóvásáért felelnek. Rajta kívül még három Zöld Lámpás van akik emberek: Hal Jordan, Guy Gardner és Kyle Rayner. Utóbbi fel is tűnik a rajzfilmben.
- Flash (Villám) – A leggyorsabb ember a földön, még az acélembernél is gyorsabb.
- Marsbéli Fejvadász – A marsi civilizáció utolsó képviselője. Képes alak és sűrűségváltásra, így akár a falon is át tud menni. Emellett képes olvasni mások gondolataiban és Superman-hez és Wonder Woman-hez hasonlóan ő is emberfeletti erővel rendelkezik. A sorozat elejétől ő tartja karban az őrtornyot és így egyre kevesebb akcióban vesz részt míg végül a "Másik part" című epizódban kilép az igazság ligájából.
- Hawkgirl (Sólyom Lány) – Egy idegen aki a Tanagar nevű bolygóról jött. Szárnyai miatt hívják sólyomlánynak.Fegyvere egy nagy vas buzogány ami még a mágiát is képes megtörni.Ő is az igazság ligájának az egyik alapító tagja volt, de a Tanagar-i inváziót követően kilépett. A "Halott ébresztés" című részben (1. évad végén) azonban visszatér a ligába.
- Vörös Tornádó – Egy android aki ha elkezd forogni hatalmas, vörös színű tornádót hoz létre, ilyenkor teste életveszélyesen forróvá válik.
- Atom Kapitány – Egy szuper erejű lény aki képes a radioaktivitás felszívására. Régen ember volt a hadseregben, majd egy kísérlet következtében átalakult. Nagyon fegyelmezett, erős és tisztelettudó liga tag.
- Zatanna – Egy mágikus erejű liga tag, amolyan "boszorkány" féleség. Képes valóra váltani a különböző varázsigéket, bűbájokat (ezáltal tud repülni, képes levitációra stb.). Egy vakmerő, kedves és segítőkész liga tag.
- Aquaman – A tengerbe süllyedt Atlantisz uralkodója. Telepatikusan képes kommunikálni a tengeri élőlényekkel, emberfeletti sebességgel úszik és ereje messze meghaladja az átlagemberét. Az igazság ligájának az egyik legerősebb tagja.
- Kérdés – Az igazság ligájának a kódfejtője. Arcát egy különleges maszkkal elfedi.

## Gonosztevők
- Lex Luthor Egy szuperzseni, aki intelligenciáját arra használja, hogy elpusztítsa a Ligát. Később ő lesz a Titkos Társaság elnöke. Meghal, amikor Darkseidnak átadja az Anit életegyenes egyenletet.

## További szereplők
Marvel Kapitány, Supergirl, Stargirl, Tűz, Jég, Black Canary (Fekete Kanári), Az Atom, Orion, Booster Gold (Arany Fej), Zöld Íjász, Speedy (Fürge), Dr. Sors, Gumiember, Vigilante, Shining Knight, Atom Zúzó, Azték, Wixen, Wild Cat (Vad Macska), Metamorpho, Hawkman, Long Shadow (Hosszú árny), Etrigan, Sólyom, Galamb, Deadshot, Bumeráng Kapitány, Lex Luthor, Sinestro, Gorilla Grod, Giganta, Atom Koponya, Blockbuster, Toyman, Dr. Polaris, A Kulcs, Killer Frost (Gyilkos Fagy), Parazita, Metallo, Silver Banshee, Star Sapphire (Zafír Csillag), Bizarro, Copperhead, Cheetah (Gepárd), Brainiac (Agyzseni), Darkseid, Morgaine Le Faye, Mordred, Amanda Waller

## Epizódok
| Eredeti bemutató                  | #   | #   | Magyar cím                                                    | Magyar cím                     | Angol cím                                             |
| Eredeti bemutató                  | #   | #   | Cartoon Network – Toonami                                     | RTL Klub – Jó reggelt, skacok! | Angol cím                                             |
| --------------------------------- | --- | --- | ------------------------------------------------------------- | ------------------------------ | ----------------------------------------------------- |
|                                   |     |     |                                                               |                                |                                                       |
| ELSŐ ÉVAD                         |     |     |                                                               |                                |                                                       |
|                                   |     |     |                                                               |                                |                                                       |
| 2004.07.31.                       | 01. | 01. | Beavatás                                                      | Üdvözlünk a csapatban          | Initiation                                            |
|                                   |     |     |                                                               |                                |                                                       |
| 2004.08.07.                       | 02. | 02. | Az embernek, aki mindent megkapott                            | Superman szülinapja            | For the Man Who Has Everything                        |
|                                   |     |     |                                                               |                                |                                                       |
| 2004.08.14.                       | 03. | 03. | Gyerekjáték                                                   | Szuperhősök gyerekcipőben      | Kids' Stuff                                           |
|                                   |     |     |                                                               |                                |                                                       |
| 2004.08.21.                       | 04. | 04. | Sólyom és Galamb                                              | Sólyom és Gerle                | Hawk and Dove                                         |
|                                   |     |     |                                                               |                                |                                                       |
| 2004.08.28.                       | 05. | 05. | A kis malac                                                   | Csudamalac a pácban            | This Little Piggy                                     |
|                                   |     |     |                                                               |                                |                                                       |
| 2004.09.04.                       | 06. | 06. | Félelmetes szimmetria                                         | Baljós nővér                   | Fearful Symmetry                                      |
|                                   |     |     |                                                               |                                |                                                       |
| 2004.09.11.                       | 07. | 07. | El nem mondott történet                                       | A jövő szuperhőse              | The Greatest Story Never Told                         |
|                                   |     |     |                                                               |                                |                                                       |
| 2004.09.18.                       | 08. | 08. | Visszatérés                                                   | A nagy visszatérés             | The Return                                            |
|                                   |     |     |                                                               |                                |                                                       |
| 2004.12.04.                       | 09. | 09. | Ultimátum                                                     | Az ulti-hősök                  | Ultimatum                                             |
|                                   |     |     |                                                               |                                |                                                       |
| 2004.12.11.                       | 10. | 10. | Sötét szív                                                    |                                | Dark Heart                                            |
|                                   |     |     |                                                               |                                |                                                       |
| 2004.12.18.                       | 11. | 11. | Halott ébresztés                                              | A zombi visszatér              | Wake the Dead                                         |
|                                   |     |     |                                                               |                                |                                                       |
| 2005.01.22.                       | 12. | 12. | Egykori és eljövendő dolgok 1. rész: Fura vadnyugati történet | Az időutazók 1. rész           | The Once and Future Thing Part 1: Weird Western Tales |
|                                   |     |     |                                                               |                                |                                                       |
| 2005.01.29.                       | 13. | 13. | Egykori és eljövendő dolgok 2. rész: Görbült idő              | Az időutazók 2. rész           | The Once and Future Thing Part 2: Time, Warped        |
|                                   |     |     |                                                               |                                |                                                       |
| MÁSODIK ÉVAD                      |     |     |                                                               |                                |                                                       |
|                                   |     |     |                                                               |                                |                                                       |
| 2005.02.5.                        | 14. | 01. | A macska és a kanári                                          | A macska és a kanári           | The Cat and the Canary                                |
|                                   |     |     |                                                               |                                |                                                       |
| 2005.02.12.                       | 15. | 02. | Kötelékek                                                     | Nagyi nagy kérése              | The Ties That Bind                                    |
|                                   |     |     |                                                               |                                |                                                       |
| 2005.02.19.                       | 16. | 03. | Az ítélet napja                                               | Robbanás veszély               | The Doomsday Sanction                                 |
|                                   |     |     |                                                               |                                |                                                       |
| 2005.05.21.                       | 17. | 04. | X különítmény                                                 | A munkacsapat                  | Task Force X                                          |
|                                   |     |     |                                                               |                                |                                                       |
| 2005.05.28.                       | 18. | 05. | Egyensúly                                                     | Az egyensúly                   | The Balance                                           |
|                                   |     |     |                                                               |                                |                                                       |
| 2005.06.04.                       | 19. | 06. | Dupla randi                                                   | Dupla randi                    | Double Date                                           |
|                                   |     |     |                                                               |                                |                                                       |
| 2005.06.11.                       | 20. | 07. | Ellentét                                                      | Összeomlás                     | Clash                                                 |
|                                   |     |     |                                                               |                                |                                                       |
| 2005.06.18.                       | 21. | 08. | Vadász holdsütésben                                           | A sólyomcsapda                 | Hunter's Moon                                         |
|                                   |     |     |                                                               |                                |                                                       |
| 2005.06.25.                       | 22. | 09. | Kérdéses tekintély                                            | A jövő a tét                   | Question Authority                                    |
|                                   |     |     |                                                               |                                |                                                       |
| 2005.07.02.                       | 23. | 10. | Gyulladáspont                                                 | Az őrtorony ostroma            | Flashpoint                                            |
|                                   |     |     |                                                               |                                |                                                       |
| 2005.07.09.                       | 24. | 11. | Égi pánik                                                     | A sebezhetetlen                | Panic in the Sky                                      |
|                                   |     |     |                                                               |                                |                                                       |
| 2005.07.16.                       | 25. | 12. | Megosztva elbukunk                                            | Végső csapás                   | Divided We Fall                                       |
|                                   |     |     |                                                               |                                |                                                       |
| 2005.07.23.                       | 26. | 13. | Epilógus                                                      | Az új Batman                   | Epilogue                                              |
|                                   |     |     |                                                               |                                |                                                       |
| HARMADIK ÉVAD                     |     |     |                                                               |                                |                                                       |
|                                   |     |     |                                                               |                                |                                                       |
| 2005.09.17.                       | 27. | 01. | Én, a csapat                                                  | A sólymok szigete              | I Am Legion                                           |
|                                   |     |     |                                                               |                                |                                                       |
| 2005.09.17.                       | 28. | 02. | A sólyom árnyéka                                              | A sólyom árnyéka               | Shadow of the Hawk                                    |
|                                   |     |     |                                                               |                                |                                                       |
| 2005.09.24.                       | 29. | 03. | Káosz a föld szívében                                         | A kő ereje                     | Chaos at the Earth's Core                             |
|                                   |     |     |                                                               |                                |                                                       |
| 2005.09.24.                       | 30. | 04. | A másik part                                                  |                                | To Another Shore                                      |
|                                   |     |     |                                                               |                                |                                                       |
| 2006.02.11.                       | 31. | 05. | Flash merénylete                                              | Villám veszélyben              | Flash and Substance                                   |
|                                   |     |     |                                                               |                                |                                                       |
| 2006.02.18.                       | 32. | 06. | Halott latorgatás                                             | A majmok bolygója              | Dead Reckoning                                        |
|                                   |     |     |                                                               |                                |                                                       |
| 2006.02.25.                       | 33. | 07. | Hazafias tett                                                 |                                | Patriot Act                                           |
|                                   |     |     |                                                               |                                |                                                       |
| 2006.03.04.                       | 34. | 08. | A nagy agyrablás                                              | A nagy csere                   | The Great Brain Robbery                               |
|                                   |     |     |                                                               |                                |                                                       |
| 2006.03.11.                       | 35. | 09. | Harag-játszma                                                 | Szuperhősnők harca             | Grudge Match                                          |
|                                   |     |     |                                                               |                                |                                                       |
| 2006.04.15.                       | 36. | 10. | Távol otthonról                                               | Távol az otthontól             | Far From Home                                         |
|                                   |     |     |                                                               |                                |                                                       |
| 2006.02.08. (UK) 2006.04.29. (US) | 37. | 11. | Ősi történet                                                  | Árnyék visszatér               | Ancient History                                       |
|                                   |     |     |                                                               |                                |                                                       |
| 2006.02.08. (UK) 2006.05.06. (US) | 38. | 12. | Életben                                                       | Újjászületés                   | Alive!                                                |
|                                   |     |     |                                                               |                                |                                                       |
| 2006.02.18. (UK) 2006.05.13. (US) | 39. | 13. | Pusztító                                                      | Az igazság ligája              | Destroyer                                             |
|                                   |     |     |                                                               |                                |                                                       |